# United States Naval Academy
La United States Naval Academy (nota anche come USNA, Annapolis o, per gli eventi sportivi, "Navy") è un college ad Annapolis, nel Maryland che serve ad istruire gli ufficiali della United States Navy e dello United States Marine Corps.
Fu fondata il 10 ottobre 1845 dal Segretario alla Marina George Bancroft nel corso della presidenza di James Knox Polk. La scuola allora occupava un semplice forte di legno, chiamato Fort-Severn e si chiamava Naval School ("Scuola navale"). Nel 1850, la scuola divenne Accademia navale e i suoi corsi passarono a quattro anni.

## Descrizione
Il campus dell'USNA si trova ad Annapolis, sulle rive del fiume Severn e della Chesapeake Bay.
Gli studenti ricevono il grado militare di aspirante guardiamarina (midshipman). Al momento di lasciare la scuola, la maggior parte degli studenti trovano posto come guardiamarina nella Marina o sottotenenti dei Marine Corps e devono prestare servizio per un minimo di cinque anni. Gli studenti stranieri vengono impiegati nelle forze armate del loro Paese di provenienza. Dal 1959 possono essere impiegati anche in Air Force, esercito, o Coast Guard.
Gli aspiranti guardiamarina che si ritirano o vengono espulsi nei primi due anni non sono obbligati a prestare servizio militare. Quelli che lasciano la scuola dopo – volontariamente o involontariamente senza distinzione – devono prestare servizio attivo per due o quattro anni. In alternativa, a discrezione del Segretario della Marina, devono rimborsare il governo per le spese sostenute per il loro addestramento, anche se la somma ammonta molto spesso a cifre superiori ai $200.000.
Non c'è nessuna università direttamente associata con l'Accademia Navale. La Marina, però gestisce la Naval Postgraduate School e il Naval War College. La Naval Academy Preparatory School (NAPS) è la scuola preparatoria ufficiale per l'Accademia Navale e per la United States Coast Guard Academy. Inoltre, la Naval Academy Foundation fornisce un anno di insegnamento preparatorio ad un numero limitato di candidati. Ci sono varie scuole preparatorie in tutti gli Stati Uniti che seguono questo programma.

### Missione
La missione dell'Accademia di Annapolis è 

## Storia

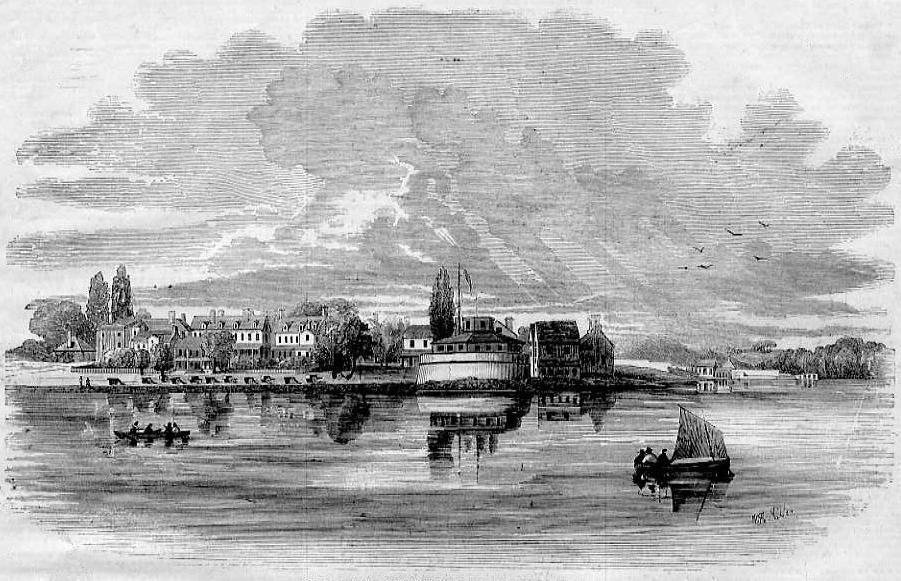
U.S. Naval Academy nel 1853, disegno di W. R. Miller pubblicato su Illustrated News

L'Accademia venne fondata come Scuola Navale nel 1845 del Segretario della Marina George Bancroft, il campus si trovava ad Annapolis, sul terreno dell'ex Fort Severn. La scuola aprì il 10 ottobre con 50 studenti e 7 professori. La decisione di fondare l'Accademia sulla terraferma può essere in parte dovuta all'Affare Somers mentre il vascello veniva usato per la formazione degli ufficiali. Il commodoro Matthew Perry, che aveva un considerevole interesse per l'insegnamento sostenne il programma di apprendistato atto a formare nuovi marinai ed aiutò a stabilire il programma di studi per l'Accademia Navale. Egli era inoltre promotore della modernizzazione della Marina.
Inizialmente il corso di studi durava cinque anni. Solo il primo e l'ultimo erano passati alla scuola, gli altri tre si trascorrevano in mare. Il nome attuale è stato adottato quando la scuola venne riorganizzata nel 1850 e posta sotto la supervisione del capo del Bureau of Ordnance and Hydrography. Sotto la sorveglianza del sovrintendente il corso di studi fu aumentato a sette anni, con i primi e gli ultimi due da passare a scuola e gli altri tre in mare. I quattro anni di studio furono resi consecutivi nel 1851. Gli studenti della prima classe dell'Accademia si laurearono il 10 giugno 1854.

### Gli anni della guerra di secessione
La guerra di secessione fu distruttiva per l'Accademia. Anche se le sommosse scoppiarono pure in Maryland, la secessione venne evitata dalle azioni del presidente Abraham Lincoln, che sciolse il governo dello Stato. Il governo degli Stati Uniti programmò dunque di spostare la scuola, e l'improvviso scoppio della guerra accelerò i tempi e costrinse tutti ad una rapida partenza. Quasi subito gli studenti degli ultimi tre anni vennero distaccati e mandati in mare, ed i rimanenti vennero trasferiti a Fort Adams, a Newport (Rhode Island) nell'aprile del 1861. L'Accademia riaprì nella nuova sede in maggio e tornò ad Annapolis subito dopo la guerra nell'estate del 1865.

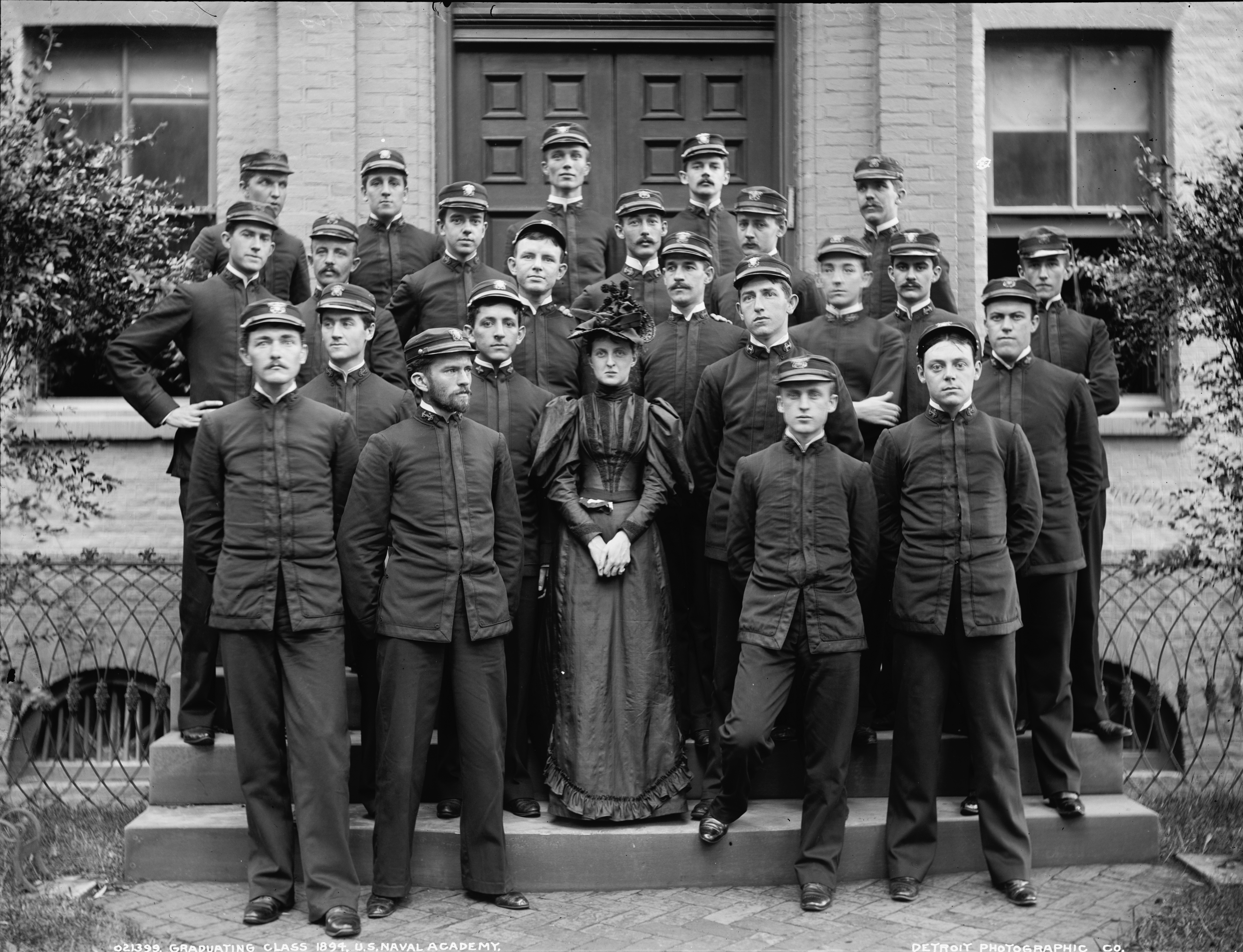
La classe del 1894

Per la Marina la situazione fu preoccupante: il 24% degli ufficiali aveva rassegnato le dimissioni ed era entrato a far parte del Confederate States Navy, tra questi si contavano anche 95 laureati e 59 studenti dell'USNA, così come molti dei leader che avevano partecipato alla creazione dell'Accademia.

### Dalla guerra di secessione alla prima guerra mondiale
La guerra ispano-americana ingrandì l'importanza dell'Accademia e il campus venne ricostruito quasi completamente ed allargato tra il 1899 e il 1906. Nel 1869 Charles Dwight Sigsbee (1845-1923) venne assegnato ad Annapolis prima di diventare idrografo al Bureau of Navigation (1893-1897). Divenne poi Chief Intelligence Officer dell'Office of Naval Intelligence (1900-1903). Nel 1914 vennero anche istituiti i Midshipmen Drum ed i Bugle Corps, sciolti nel 1922.
Nel 1879, Robert F. Lopez fu il primo ispanoamericano a laurearsi all'Accademia 

### Dalla prima guerra mondiale alla seconda
La squadra di canottaggio della Marina vinse la medaglia d'oro alle Olimpiadi estive del 1920 di Anversa (Belgio). Nel 1923 venne quindi costruito un apposito dipartimento per l'allenamento sportivo. La squadra di football pareggiò con quella della University of Washington durante il Rose Bowl per 14–14.
Nel 1925 vennero formalmente ristabiliti i Midshipmen Drum ed i Bugle Corps.
Nel 1926 fu cantata per la prima volta in pubblico Navy Blue and Gold, composta dall'organista e direttore di coro J. W. Crosley. Divenne una tradizione cantare la canzone alla fine di ogni partita di football e il giorno del diploma. Nel 1926 la Marina vinse il National Collegiate Football Championship. Nell'autunno del 1929 il Segretario della Marina diede il suo benestare ai laureati per contendersi delle borse di studio. Vennero scelti in sei quello stesso anno. Il 30 ottobre 1930 la Association of American Universities accreditò il programma dell'USNA.
Il presidente Franklin D. Roosevelt firmò e tradusse in legge un act of Congress il 25 maggio 1933 che riconosceva una laurea in Scienze per le Accademie Navali, Militari e della Guardia Costiera. Quattro anni dopo, il Congresso autorizzò il sovrintendente ad estendere la laurea a tutti.
Durante la seconda guerra mondiale furono commissionati 3319 laureati. Nel 1945 venne fondato il dipartimento di Aviazione. Lo stesso anno, un viceammiraglio, Aubrey W. Fitch, divenne sovrintendente e venne festeggiato il centenario della fondazione dell'Accademia. In cento anni si erano laureati all'Accademia circa 18.563 aspiranti guardiamarina, compresa la classe del 1946.

### Dalla seconda guerra mondiale in avanti
Il 3 giugno 1949 Wesley A. Brown fu il primo afroamericano a laurearsi. Nel 1952 la squadra di canottaggio a otto vinse la medaglia d'oro alle Olimpiadi di Helsinki (Finlandia) e vennero anche nominati National Intercollegiate Champions. Nel 1955, iniziò la tradizione di ricoprire di grasso l'Herndon Monument e farlo scalare alle matricole per fargli ottenere il berretto da aspirante guardiamarina.
Joe Bellino vinse l'Heisman Trophy il 22 giugno 1960. Nel 1961 iniziò la Naval Academy Foreign Affairs Conference. Il Department of the Interior dichiarò l'USNA National Historic Landmark il 21 agosto 1961. Nel 1963 fu Roger Staubacha vincere l'Heisman Trophy. È tuttora l'unico ad aver vinto il Thompson Trophy per tre anni consecutivi.
Nel 1963 venne cambiato il metodo di valutazione, da quello basato su 4.0 al voto in lettere. Gli studenti iniziarono a riferirsi alla statua di Tecumseh come "dio del 2.0" invece che "il dio del 2.5", il precedente voto di insufficienza.
Il professore Samuel Massie divenne il primo membro di facoltà afroamericano nel 1966. Il 4 giugno 1969 le prime lauree in ingegneria furono consegnate ai diplomati della classe del 1969.
Gli anni settanta portarono un cambiamento per le donne: la luogotenente Georgia Clark divenne la prima donna insegnante nel 1972 e la dottoressa Rae Jean Goodman fu la prima civile ad essere nominata parte della facoltà.
Sempre nel 1972 una decisione della Corte d'appello del Distretto di Columbia mise fine all'obbligo di frequentare la cappella.
Nel settembre 1973 il complesso della biblioteca fu ultimato e dedicato all'ammiraglio di flotta Chester Nimitz (classe del 1905).
L'8 agosto 1975 il Congresso autorizzò le donne a frequentare i corsi dell'Accademia. La classe del 1980 comprende infatti 81 studentesse. Nel 1980 l'USNA incluse la categoria demografica di ispanico/latino e nella classe dell'81 ben quattro donne si identificavano come ispaniche, diventando le prime femmine di origine non americana a laurearsi all'Accademia. Erano: Carmel Gilliland, che aveva raggiunto il grado più elevato della classe, Lilia Ramirez, congedata col grado di comandante, Ina Marie Gomez e Trinora Pinto. Nel 1979 la "June Week" viene rinominata "Commissioning Week" in quanto la consegna dei diploma era stata spostata a maggio (anziché a giugno).
Nel maggio 1980 Elizabeth Anne Belzer (in seguito Rowe) fu la prima donna a laurearsi. Il 24 maggio 1984, Kristine Holderied fu invece la prima donna a laurearsi col punteggio più alto della classe. Della classe del 1984 fanno parte anche i primi laureati coreani naturalizzati americani: Walter Lee, Thomas Kymn, Andrew Kim, and Se-Hun Oh.
Il 30 luglio 1987, il Computing Sciences Accreditation Board (CSAB) diede l'autorizzazione per il programma di ingegneria informatica. Nel 1991, Juliane Gallina (classe del 1992) divenne la prima donna comandante di brigata. Il 29 gennaio 1994, si tenne la prima assegnazione del servizio senza badare al sesso degli studenti. Tutti gli incarichi erano aperti per maschi e femmine, tranne gli incarichi speciali di guerra e in sottomarino.
La celebrazione iniziale del 150º anniversario si tenne nella Alumni Hall il 13 gennaio 1995. Prese il nome di "An Evening Under the Stars", parteciparono la Naval Academy Band/Glee Club concert, venne proiettata l'anteprima del film-documentario “U. S. Naval Academy; 150 Years in Annapolis”, e vennero presentati gli astronauti laureati all'Accademia.
Il 12 marzo 1995 il tenente comandante Wendy Lawrence (classe del 1981) è diventata la prima donna laureata all'USNA ad andare nello spazio in quanto parte dell'equipaggio dello space shuttle Endeavor. Uno speciale francobollo commemorativo dell'Accademia venne emesso il 10 ottobre dello stesso anno.
L'11 settembre 2001, l'Accademia perse 14 alunni negli attacchi terroristici al World Trade Center e al Pentagono. L'Accademia è stata posta in sicurezza come mai prima.
Nell'agosto 2007 il sovrintendente vice ammiraglio Jeffrey Fowler ha cambiato le regole dell'Accademia, limitando le libertà e richiedendo più lavoro di squadra enfatizzando il fatto che “siamo una nazione in guerra”.
Nel novembre 2007, si tenne l'"Annapolis Conference" per il processo di pace israeliano-palestinese al Memorial Hall dell'Accademia.

## Requisiti di ammissione
Per essere ammessi, i candidati devono avere tra i 17 ed i 23 anni d'età, non possono essere sposati né avere figli. Il processo di selezione include tra l'altro un test di personalità ed un test fisico attitudinale (detto CFA, Candidate Fitness Assessment).
In ogni classe è ammesso un numero ristretto di studenti internazionali (fino a 60) provenienti da Paesi alleati o che si trovano almeno in rapporto d'amicizia con gli Stati Uniti, selezionati dal dipartimento della difesa.

### Struttura

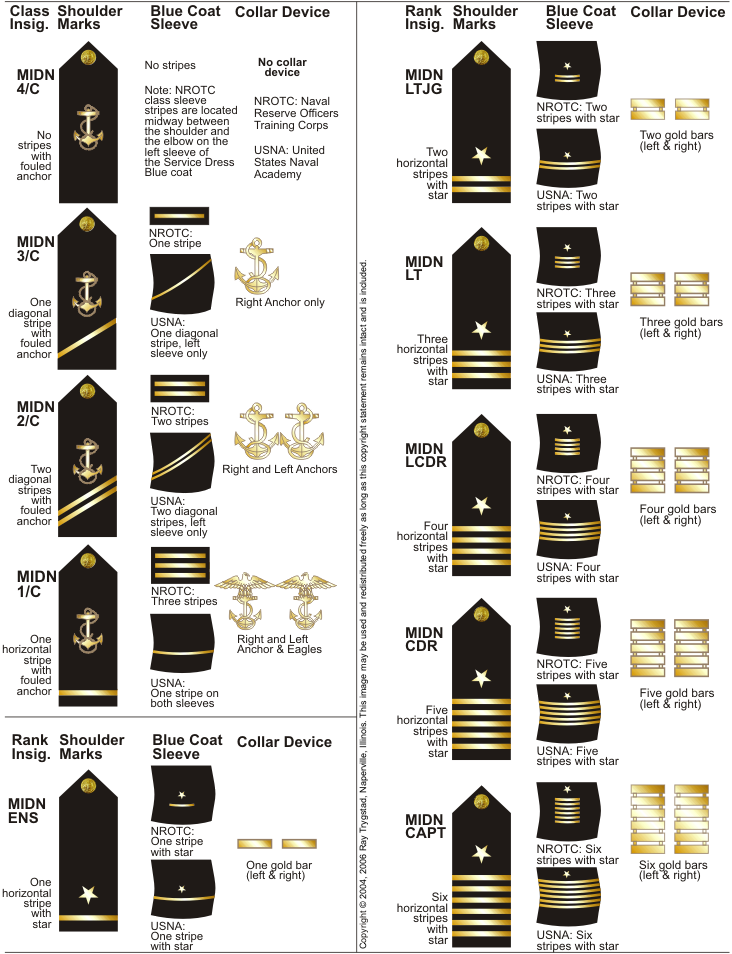
Rank Structure

Gli studenti non sono classificati come matricole o studenti del secondo, terzo o quarto anno, bensì come quarta, terza, seconda e prima classe.
Fourth Class (quarta classe), il grado più basso tra gli studenti, detti anche "plebes", dal latino "plebei", il gradino più basso dei cittadini romani. Il primo anno all'Accademia è semplicemente la trasformazione di un civile in un futuro ufficiale della Marina, quindi le matricole devono sottostare ad un elevato numero di regole e restrizioni a cui non sono invece sottoposti gli studenti delle tre classi superiori ed hanno anche compiti e responsabilità aggiuntive che spariscono non appena vengono promossi alla classe successiva.
Third Class Midshipmen (terza classe) vengono assimilati nella brigata e sono trattati con più rispetto. Sono comunemente chiamati "Youngsters". Dato il loro grado, gli youngster hanno alcuni privilegi come guardare la televisione, ascoltare musica e guardare film.
Second Class Midshipmen (seconda classe) devono allenare le matricole e rispondono direttamente agli studenti dell'ultimo anno. Gli è permesso di guidare le loro auto (ma non di parcheggiarle nel campus) e possono uscire ed entrare nel campus in abiti civili.
First Class Midshipmen (prima classe) hanno la vita più tranquilla di tutto il corpo studentesco, ma anche quella che pone più sfide. Mentre devono fare attività sportiva obbligatoria, devono anche comandare tutto il resto degli studenti. Sono comunemente chiamati "Firsties". Hanno il permesso di parcheggiare la loro macchina nel campus ed hanno molte più libertà rispetto a tutte le altre classi

## Campus ("The Yard")

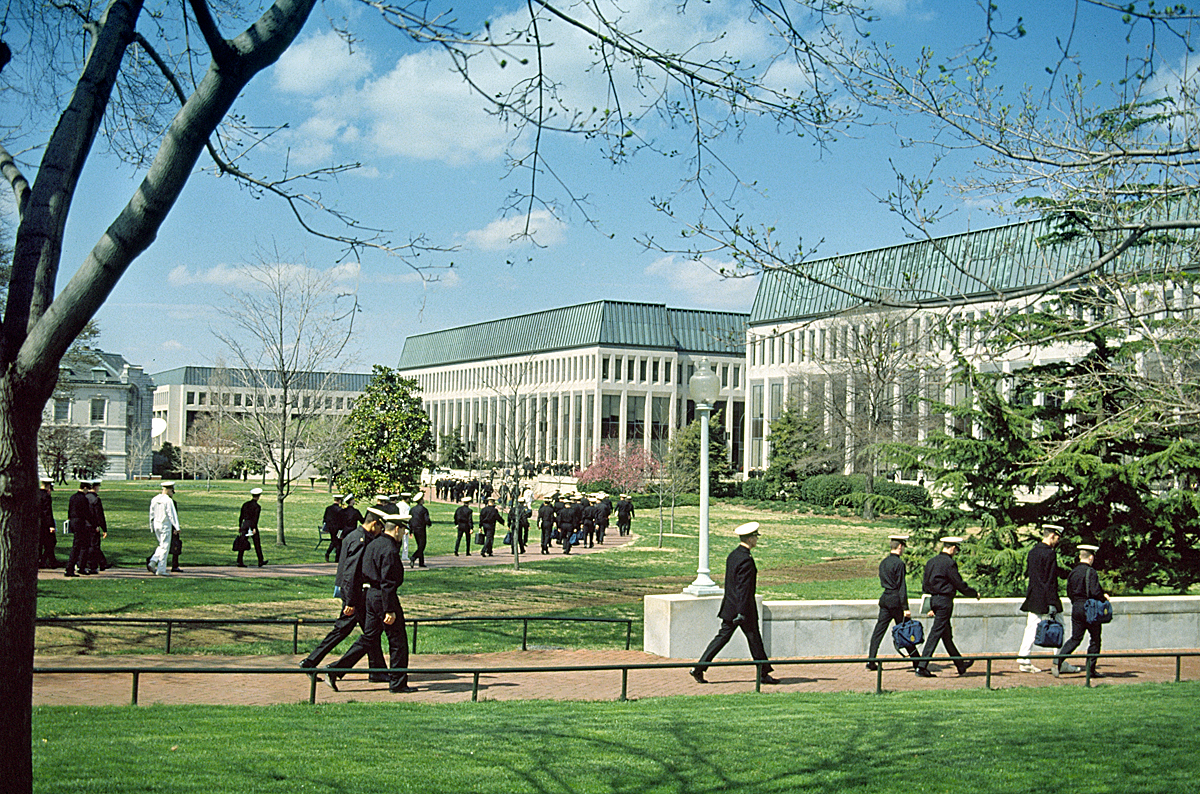
U.S. Naval Academy campus

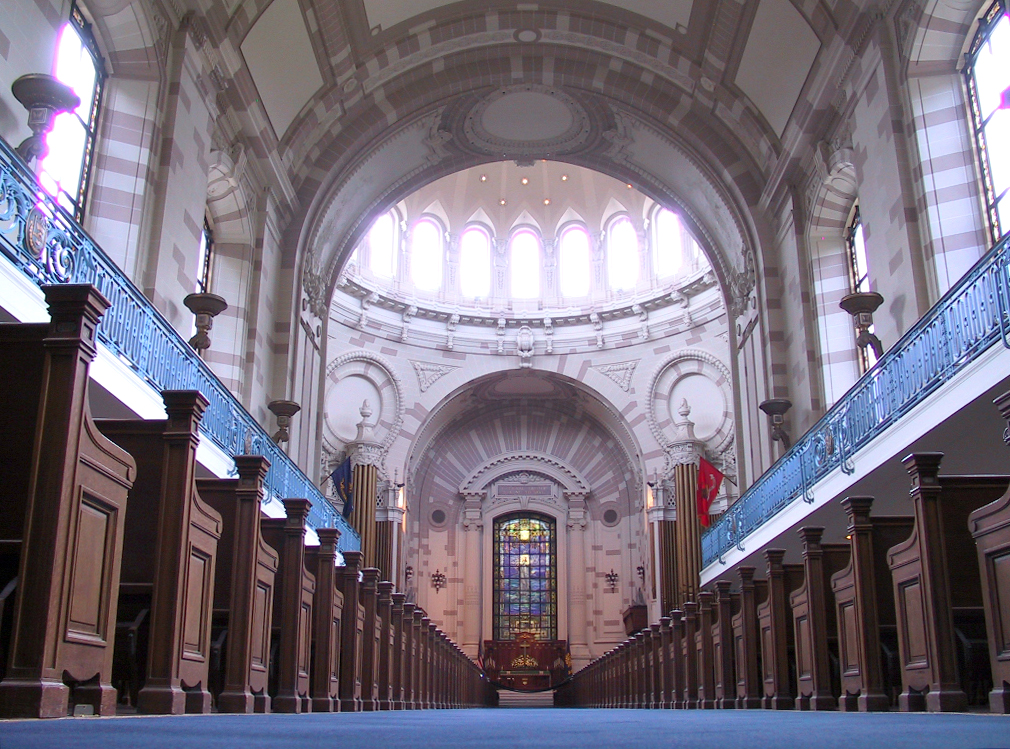
Interno della cappella

Il campus (o "Yard") è cresciuto dai 40,000 m² (10 acri) a disposizione del Fort Severn nel 1845 a 1.37 km² (338 acri) di spazio. I principali edifici da cui è composta l'Accademia sono i seguenti:
- Nimitz Library: ospita il dipartimento di Lingue, Economia e Scienze politiche, più tutta la collezione libraria. Intitolata a Chester Nimitz.
- Rickover Hall: ospita i dipartimenti di ingegneria meccanica, navale, aeronautica ed aerospaziale. Intitolata a Hyman G. Rickover.
- Maury Hall: ospita il dipartimento di ingegneria dei sistemi ed elettrotecnica. Intitolata a Matthew Fontaine Maury.
- Michelson Hall: ospita il dipartimento di ingegneria informatica e chimica. Intitolata a Albert Abraham Michelson.
- Chauvenet Hall: ospita il dipartimento di matematica, fisica e oceanografia. Intitolata a William Chauvenet.
- Sampson Hall: ospita i dipartimenti di inglese e storia. Intitolata a William T. Sampson.
- Luce Hall: ospita i dipartimenti di sviluppo professionale, etica e legge. Intitolata a Stephen Luce.
- Mahan Hall: contiene un teatro e la vecchia biblioteca nella Hart Room, che è stata convertita in un soggiorno e una sala per gli incontri. Intitolata a Alfred Thayer Mahan.
- Cappella, con la cripta di John Paul Jones.
- King Hall: sala da pranzo.
- Alumni Hall: può contenere tutti gli studenti e viene usata per eventi sportivi, come le partite di basket.
- Bancroft Hall: dormitorio, il più grande del mondo.[18][19] Intitolata a George Bancroft.
- Dahlgren Hall: contiene una grande stanza multiuso ed un'area ristoro. Intitolata a John A. Dahlgren.
- Lejeune Hall: costruita nel 1982, contiene una piscina olimpionica, una stanza con pavimento apposito per il wrestling e le arti marziali e la Athletic Hall of Fame. Intitolata a John A. Lejeune.
- MacDonough Hall: ospita un'area attrezzata per la ginnastica, due ring per il pugilato e delle piscine. Intitolata a Thomas MacDonough.
- Dormitori e uffici degli ufficiali distribuiti nel campus.
- Ricketts Hall: ospita gli armadietti della squadra di football e la stanza dei pesi dove si allenano gli atleti dell'Accademia.
- Preble Hall: sede del U.S. Naval Academy Museum.[20]

## Supervisione dell'Accademia
Nel 1850 l'Accademia venne posta sotto la giurisdizione del Bureau of Ordnance, ma è stata trasferita sotto quella del Bureau of Navigation nel 1862. Venne posta sotto l'attenzione del dipartimento della Marina nel 1867, ma per molti anni fu il Bureau of Navigation a provvedere all'amministrazione e alla direzione finanziaria dell'Accademia.
Ora, la sovrintendenza dell'USNA spetta al viceammiraglio Jeffrey Fowler, che riferisce direttamente al Chief of Naval Operations.

## Facoltà
La facoltà è divisa pressappoco tra professori civili e istruttori militari. I civili hanno più o meno tutti un Ph.D. e possono ottenere un contratto, di solito da assistente a professore associato. Molto pochi dei militari invece hanno un Ph.D., ma gran parte hanno una laurea magistrale e quasi tutti sono assegnati all'Accademia solo per due o tre anni.

### Permanent Military Professors (PMP)
Un piccolo numero di istruttori militari sono designati come Permanent Military Professors (PMP) e rimangono all'Accademia fino al congedo definitivo. La maggior parte sono comandanti della Marina, alcuni solo capitani. Come i professori civili, perseguono la promozione a professori associati, ma non possono fare carriera. Occasionalmente ci sono altri professori aggiunti, assunti per coprire temporanee mancanze di personale.

## Attività degli studenti

### Atletica

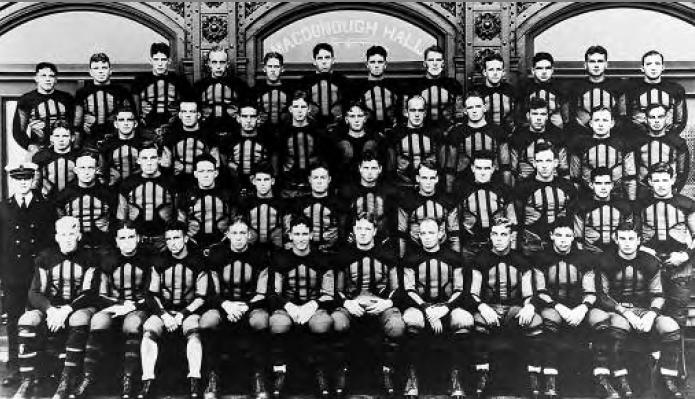
Squadra di football che ha partecipato al Campionato Nazionale del 1926

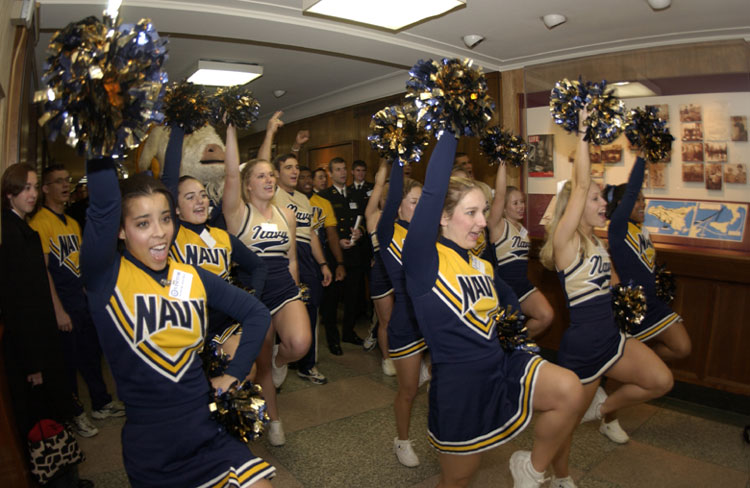
U.S. Naval Academy cheerleader

Le squadre sportive dell'USNA non hanno un nome e abitualmente ci riferisce loro come "the Midshipmen" (dal momento che gli atleti hanno quel grado), o in modo più informale "the Mids." La mascotte è una capra chiamata Bill.
Partecipano al National Collegiate Athletic Association come membro della Patriot League per la maggior parte degli sport. La squadra di football americano è membro dell'American Athletic Conference. Le squadre dell'Accademia impegnate sono in tutto 46.
L'evento sportivo più importante è l'Army-Navy Game che si tiene una volta all'anno. Le tre maggiori accademie delle forze armate (Marina, Aeronautica ed Esercito) competono per il Commander in Chief's Trophy, consegnato all'accademia che batte le altre a football.
Le squadre dell'Accademia sono note per aver vinto numerosi premi a livello nazionale ed internazionale. Nel 1926 la squadra di football ha vinto il campionato statunitense basando le tattiche su sistemi matematici. la squadra maschile di lacrosse ha vinto 21 volte il campionato nazionale. La squadra di scherma ha vinto i campionati del National Collegiate Athletic Association nel 1950, 1959 e 1962, altri sport in cui l'USNA ha conquistato vittorie sono stati l'atletica leggera (1945) e il calcio (1964).
La squadra del college vinse la medaglia d'oro alle Olimpiadi nel 1920 e nel 1952, e dal 1907 al 1995 conquistò 30 campionati della regata della Intercollegiate Rowing Association nonché nove trofei della National Rifle Association of America. Il team di squash maschile è stato anche campione del 1957, 1959 e 1967, e la squadra di lacrosse femminile si è piazzata al primo posto nel 2001 e nel 2007. Nello stesso anno, il rugby maschile ha ottenuto un piazzamento tra i primi quattro posti per la nona volta.
La partecipazione all'atletica è generalmente obbligatoria e la maggior parte degli allievi che non fanno parte di una squadra sono tenuti a partecipare attivamente a club sportivi. Fanno eccezione alcune la Brigade Support Activities e il Drum and Bugle Corps.
Non c'è una squadra ufficiale di croquet. All'inizio degli anni ottanta, due studenti, uno dell'USNA e uno del St. John's College di Annapolis erano in un bar e il marinaio ha sfidato l'altro ad affermare che gli allievi dell'USNA sarebbero stati in grado di battere il St John's in ogni sport. Il St. John's scelse di sfidarli a croquet. Da quell'anno, in migliaia assistono all'incontro annuale tra il St. John's e la 28ª compagnia. Inizialmente era la 34ª, prima che fossero ridotte a 30.

### Altre attività extracurricolari

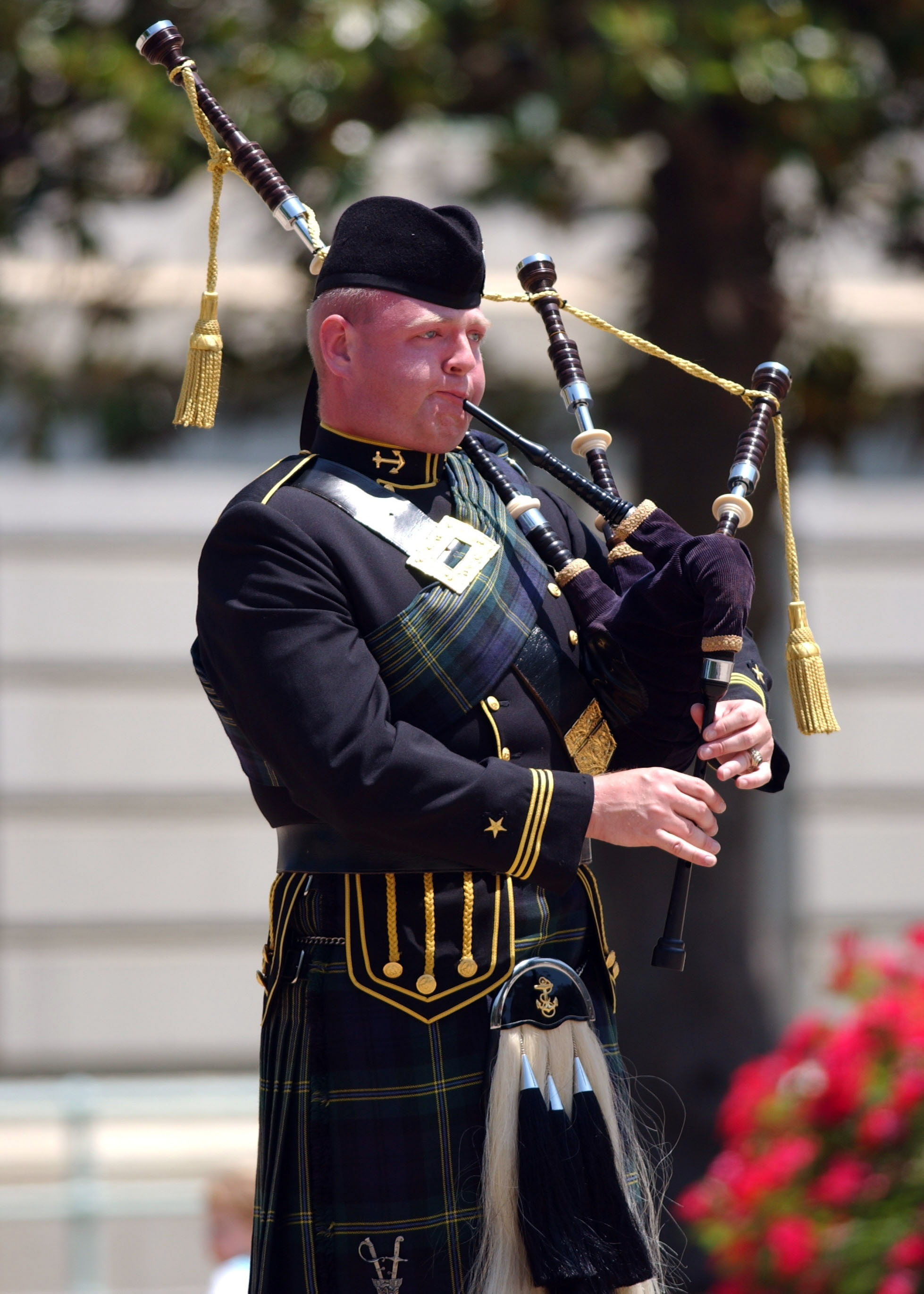
Un suonatore di cornamusa della U.S. Naval Academy Pipes and Drums

Gli aspiranti guardiamarina possono partecipare a una vasta gamma di attività extracurricolari, tra cui gruppi musicali (Glee Club maschili e femminili, cori gospel e la banda delle cornamuse, nota come Pipes and Drums), organizzazioni religiose, una stazione radio (WRNV) ed altre attività professionali connesse con il corpo dei Marines. 
Fino al 2001  veniva inoltre pubblicato un magazine umoristico intitolato The Log, stampato per la prima volta nel 1913.
Al 2019, l'USNA Women's Glee Club è l'unico coro militare interamente femminile al mondo.

## Curriculum
L'Accademia è stata accreditata come istituto tecnologico nel 1930. Con una legge del 1933 approvata dal presidente Franklin Delano Roosevelt venne introdotta la laurea in scienze per le accademie navali, militari e di guardia costiera. Nel 1937 il Congresso concesse di riconoscere la laurea anche ai diplomati negli anni precedenti al 1933 e ancora in vita. In seguito il curriculum fisso venne rimpiazzato da un curriculum con materie fisse e 21 materie variabili, con una grande quantità di corsi avanzati e possibilità di ricerca. Attualmente le principali sono:
- Ingegneria aerospaziale
- Arabo
- Chimica
- Cinese
- Ingegneria informatica
- Economia
- Elettrotecnica
- Anglistica
- Ingegneria
- Scienze
- Storia
- Information and Communication Technology
- Matematica
- Ingegneria meccanica
- Architettura navale
- Oceanografia
- Fisica
- Scienze politiche
- Ingegneria dei sistemi

### Educazione morale
Lo sviluppo etico e morale è fondamentale in tutti gli aspetti dell'Accademia. Un programma integrato di quattro anni si focalizza infatti sull'integrità, l'onore e il reciproco rispetto basato sui valori morali del rispetto della dignità umana, dell'onestà e della proprietà altrui. Uno degli scopi del programma è di sviluppare negli allievi un senso di possesso delle proprie opinioni morali e ad esprimerle.